# Colinas do Tocantins
Colinas do Tocantins es un municipio brasileño del estado del Tocantins.

## Geografía
Se localiza a una latitud 08º03'33" sur y a una longitud 48º28'30" oeste, estando a una altitud de 227 metros. De acuerdo con la conteo del IBGE de 2007, su población es de 29.298 habitantes.
Posee un área de 844 km².

## Literatura
- Nunes, Heliane Prudente. A era rodoviária em Goiás. Goiânia 1984. Dissertação de Mestrado. UFG.
- AQUINO, Napoleão Araújo – "A Construção da Belém-Brasília e a modernidade no Tocantins. Dissertação de Mestrado, UFG, Goiânia, 1996".
- Silva, Iltami Rodrigues. Vinhal, Maria del Carmo. À Sombra da Estrada – A Belém-Brasília e a fundação de Colinas / 1960-1965. Editora Ipiranga. Araguaína. 2008.